# Amedeo Mandara
Amedeo Mandara (Calvi Risorta, 31 dicembre 1964) è un militare italiano, carabiniere insignito della medaglia d'oro al valor civile.